# Joseph Kleinhanns
Joseph Kleinhanns (Según Paul Deussen, el nombre exacto era Joseph Kleinhaus) fue un escultor austriaco nacido en 1774 y fallecido el 10 de julio de 1853 en Nauders (Tirol), según informó el Frankfurter Konversationsblatt el 22 de julio de ése mismo año: 

«En Nauders (Tirol) murió el 10 de julio el escultor ciego Joseph Kleinhanns».

Se sabe de Kleinhanns que padecía de ceguera, causada por la viruela, desde los cinco años. 
Dos meses antes de su muerte terminó un busto del emperador Francisco José, que fue enviado a Viena. 
El caso de su extraordinaria habilidad pese a su invidencia fue utilizado por el filósofo alemán Arthur Schopenhauer en su obra Sobre la cuádruple raíz del principio de razón suficiente para ilustrar cómo las intuiciones se producen a través del entendimiento, más allá de las sensaciones. Al apoyarse en el caso de Kleinhanns, Schopenhauer probó así el carácter intuitivo a priori del espacio.  